# Nights into Dreams...
Nights into Dreams... (även NiGHTS into Dreams...), är ett TV-spel utgivet till Sega Saturn år 1996. När det släpptes konkurrerade det med Nintendos Super Mario 64 och Sonys Crash Bandicoot (1996). Spelet blev det 21:a mest sålda i Japan under första år. När spelet släpptes inkluderade det en analog handkontroll. Spelet har en uppföljare som heter Nights: Journey of Dreams (2007) samt en remake som släpptes 2008 för Playstation 2 i Japan. En variation av spelet som ingick med Saturn i Japan eller med diverse spel eller speltidningar i USA finns, Christmas Nights, denna variation släpptes till julen 1996 och har ett jultema. Andra datumlåsta bonusar finns, spelar man Christmas Nights den första april byts Nights ut mot Reala. Man kan även använda Sonic the hedgehog i demon.